# Paradromulia ambigua
Paradromulia ambigua är en fjärilsart som beskrevs av W. Warren 1896. Paradromulia ambigua ingår i släktet Paradromulia och familjen mätare. Inga underarter finns listade i Catalogue of Life.